# Palojärvi (plaats)
Palojärvi (Nederlands: Vuurmeer) is een dorp binnen de Finse gemeente Enontekiö. Het dorp ligt op de westoever van het gelijknamige meer. De Finse weg 93 loopt van noord naar zuid door het dorp, dat in een lintbebouwing langs de weg ligt. Even ten zuiden van Palojärvi vertrekt vanaf 93 een doodlopende landweg oostwaarts naar Nartteli en Näkkälä.
Hoofdplaats: Hetta

Dorpen: Äijäjoki · Jatuni · Kaaresuvanto · Kantola · Kelottijärvi · Ketomella · Kilpisjärvi · Kultima · Kuttanen · Leppäjärvi · Luspa · Markkina · Maunu · Muotkajärvi · Näkkälä · Nartteli · Nunnanen · Palojärvi · Palojoensuu · Pättikkä · Peltovuoma · Pousujärvi · Raittijärvi · Ropinsalmi · Saarikoski · Saivomuotka · Sonkamuotka · Vähäniva · Vuontisjärvi · Ylikyrö

Aanduiding: Kivilompolo